# Vacenovice
Vacenovice (německy Watenowitz) jsou obec v okrese Hodonín v Jihomoravském kraji, 8 km jihovýchodně od Kyjova. Žije zde přibližně 2 200 obyvatel.

## Historie
První písemná zmínka o vesnici pochází z roku 1250.

## Pamětihodnosti
- Kostel Božského Srdce Páně z roku 1930. Oltářní obraz od Jano Köhlera, barokní varhany z roku 1784.
- Socha svatého Jana Nepomuckého
- Kaple svatého Jana Sarkandera z roku 1874
- Kaple Panny Marie Sedmibolestné

## Galerie

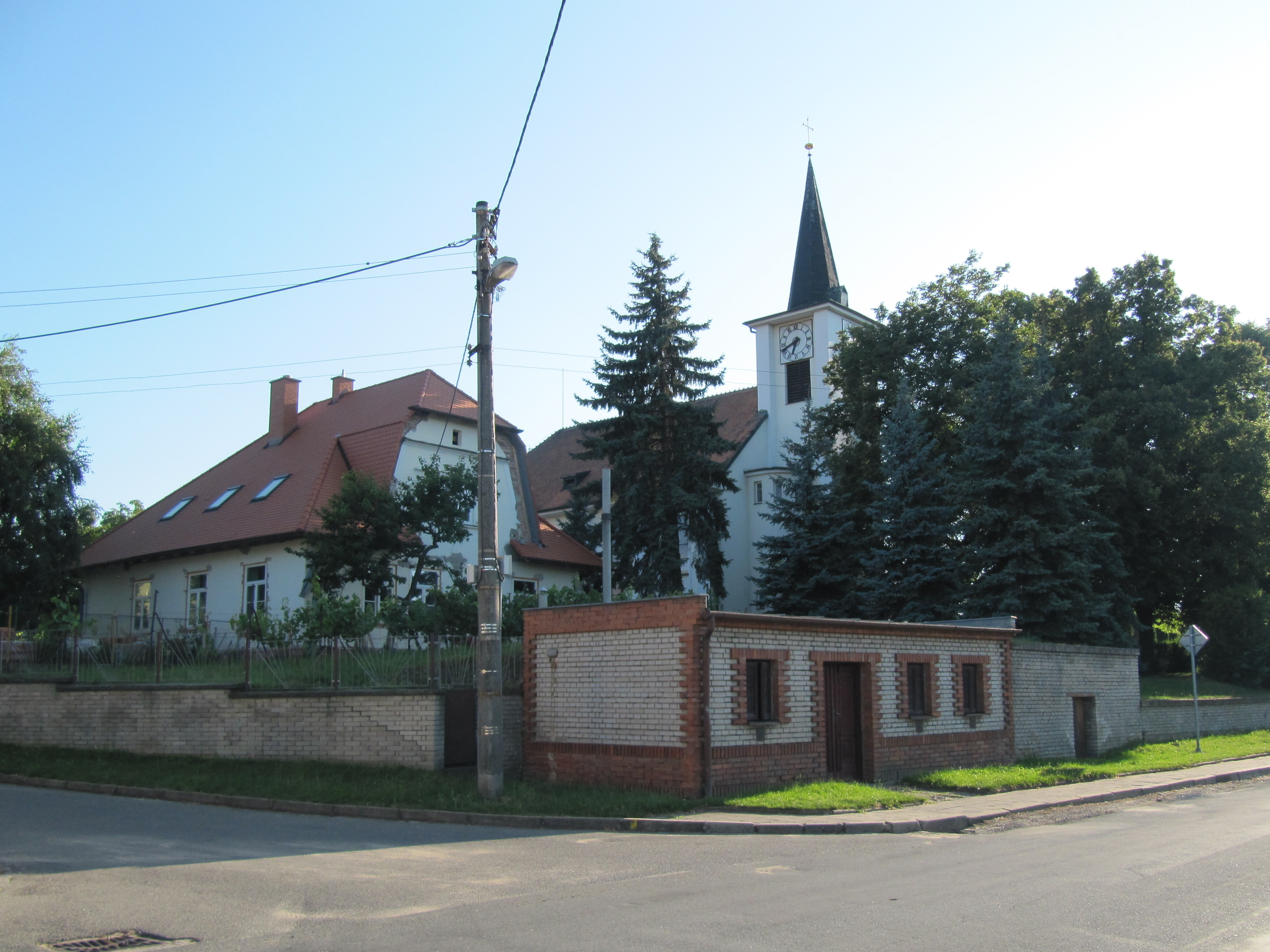
Kostel Božského Srdce Páně a fara
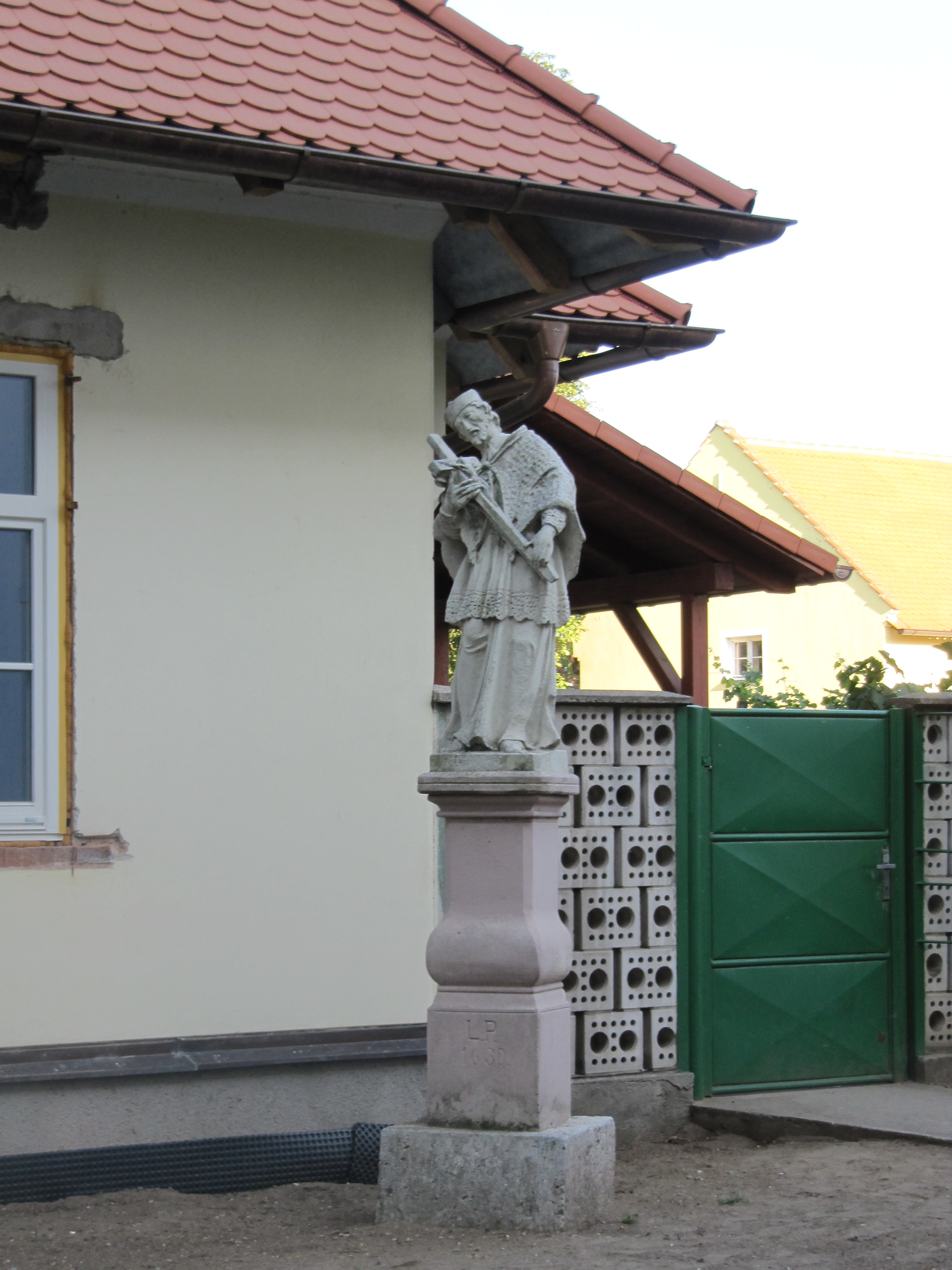
Socha svatého Jana Nepomuckého s nevěrohodnou datací 1630
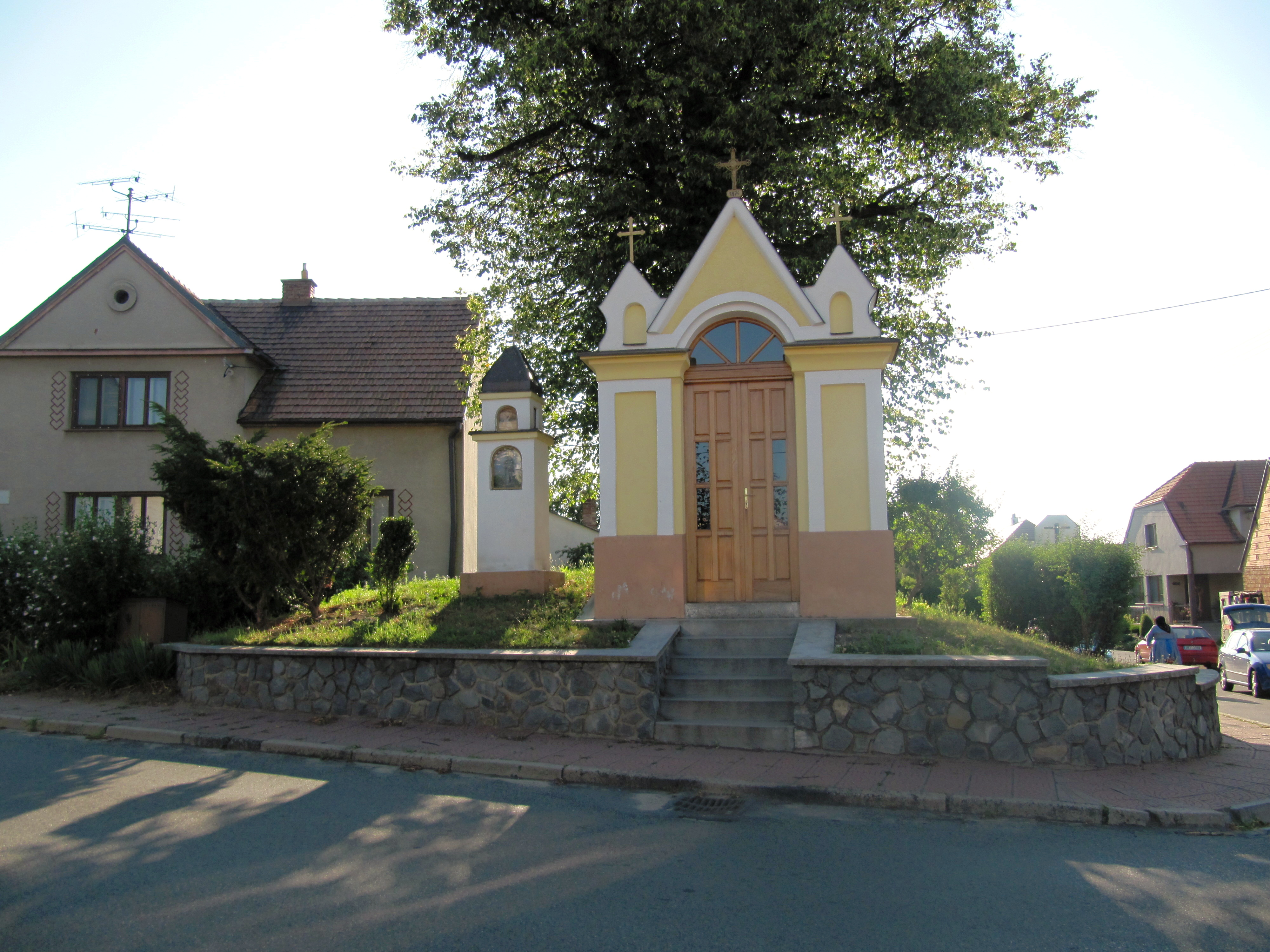
Kaple svatého Jana Sarkandra
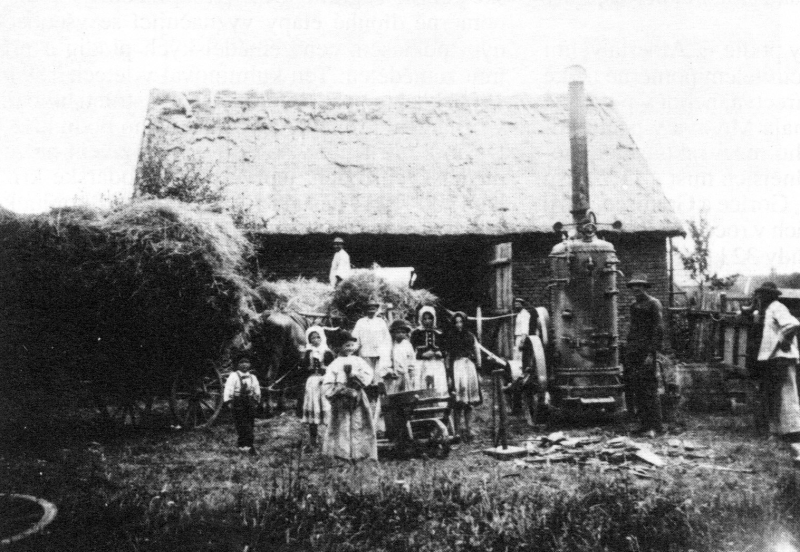
Vacenovická mlátička poháněná parním strojem (1910)

## Významné osobnosti
- Dana Zátopková – česká atletka, ve Vacenovicích několik let vyrůstala
- Vladimíra Klimecká – česká spisovatelka
- František Adamec – farář, ve Vacenovicích působil v letech 1975–2009

## Obecní správa a politika
- Obecní zastupitelstvo má devět členů. Starostkou je od roku 2010 Ing. Jana Bačíková, MBA (ODS) a místostarostkou je v tomto volebním období Ing. Věra Šťastná (Sdružení NK).[4]

## Sport
- SK Vacenovice (fotbal)
- TJ Sokol
- Hasiči
- Mažoretky srdíčka
- Futsal